# Ernst Ludwig Gerber

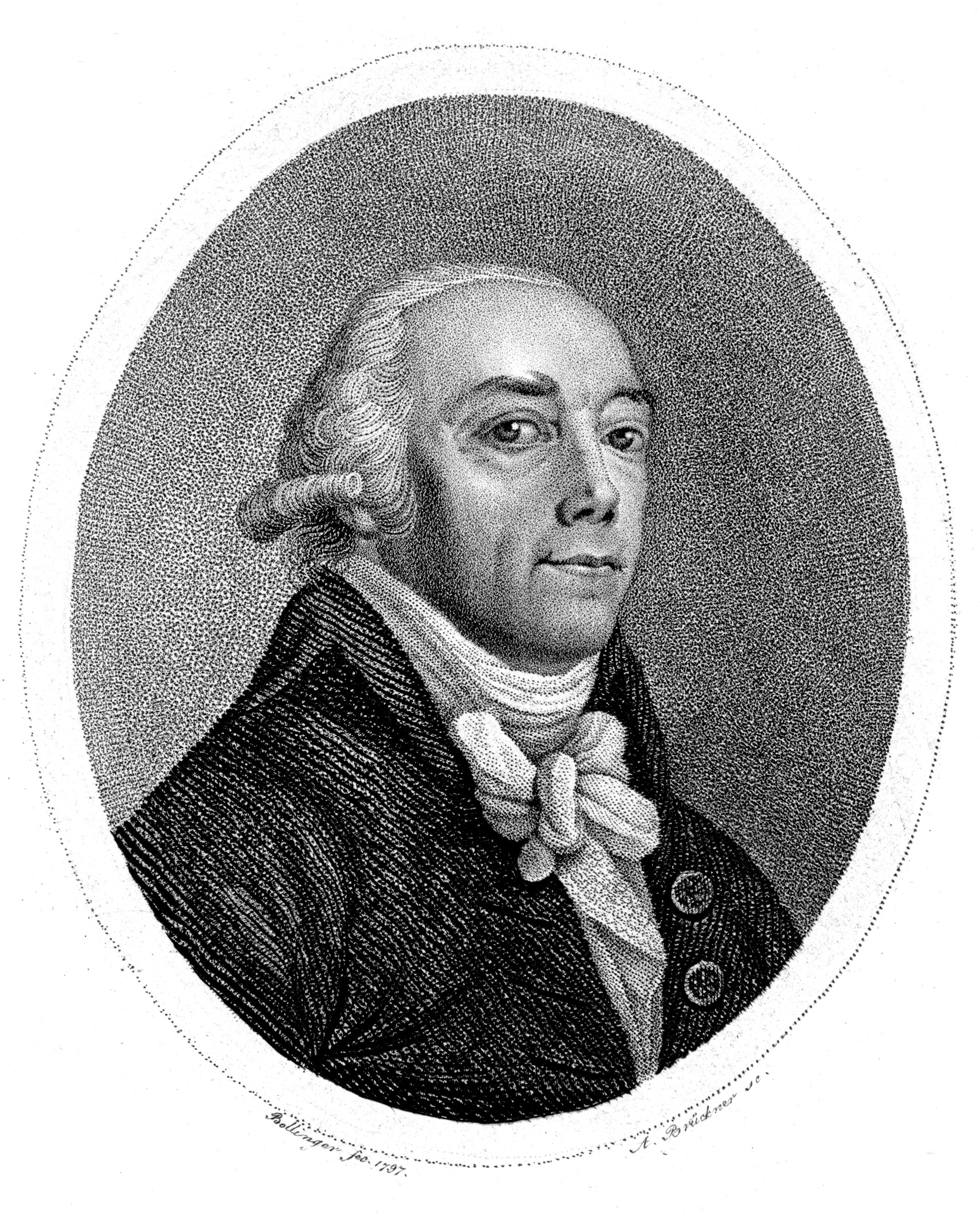
Ernst Ludwig Gerber im Alter von etwa 50 Jahren

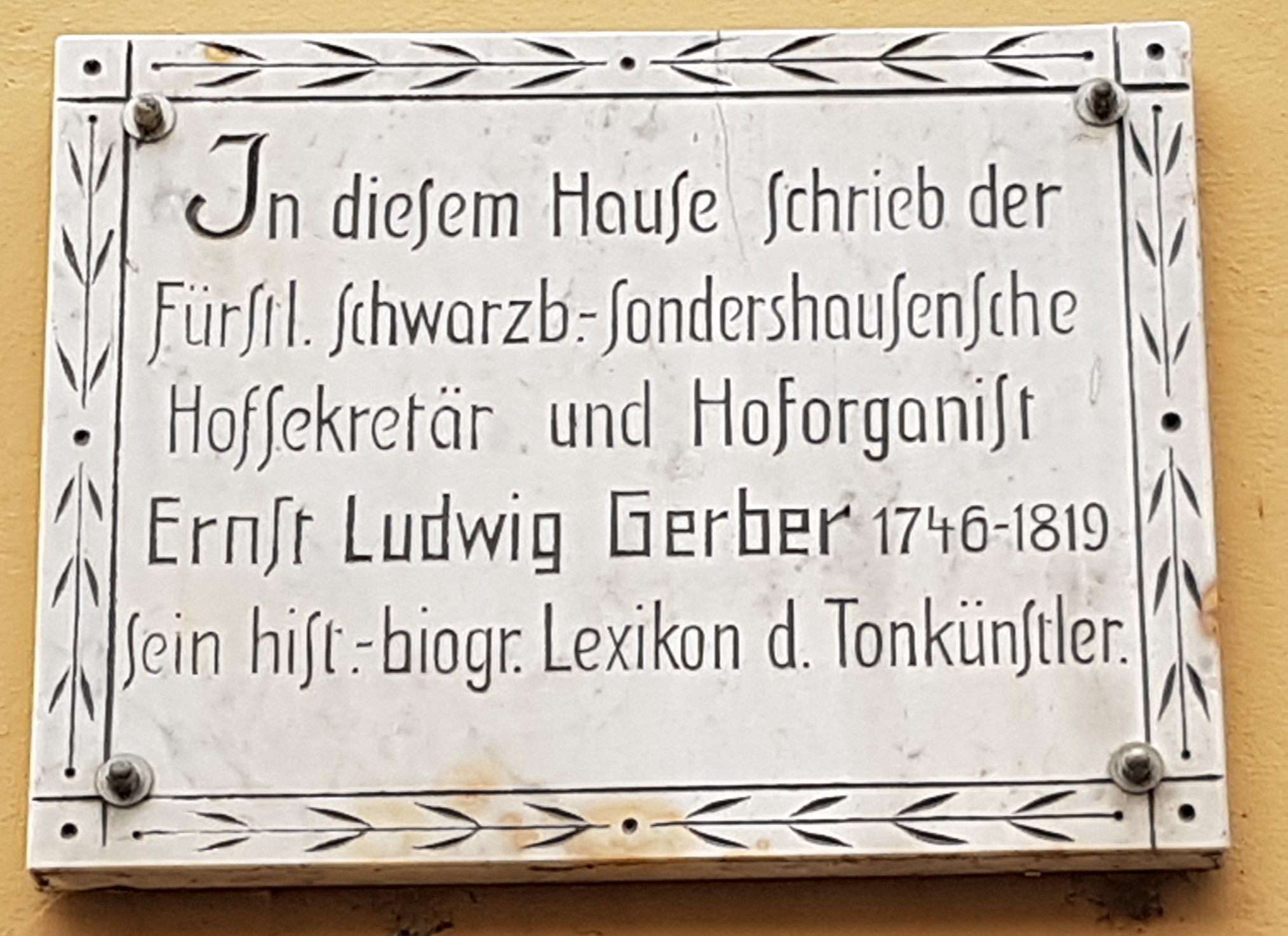
Gedenktafel in Sondershausen

Ernst Ludwig Gerber (* 29. September 1746 in Sondershausen; † 30. Juni 1819 ebenda) war ein deutscher Komponist, der als Autor von Komponisten-Lexika bekannt geworden ist.

## Leben
Ernst Ludwig Gerber erhielt ersten Musikunterricht von seinem Vater, Heinrich Nicolaus Gerber. 1765 begann er sein Jurastudium in Leipzig, widmete sich jedoch vorrangig der Komposition. 1768 wurde erstmals eines seiner Werke öffentlich aufgeführt. Im selben Jahr kehrte er nach Sondershausen zurück, wo er Musiklehrer der fürstlichen Kinder wurde.
1773 übernahm er das Amt des Hoforganisten von seinem Vater. In der Folgezeit beschäftigte er sich mit dem Studium der Musikgeschichte und veröffentlichte schließlich sein Historisch-biographisches Lexikon der Tonkünstler, das er später durch eine verbesserte und erweiterte Ausgabe ersetzte. Daneben veröffentlichte er Artikel in mehreren Musikzeitschriften. 1794 wurde er für seine Verdienste vom Fürsten Günther Friedrich Carl zum Hofsekretär ernannt. Er starb 1819 unverheiratet in seinem Heimatort.
Gerbers Schriften sind als Quelle auch für die moderne Musikforschung von Bedeutung. Vor allem zu deutschen Komponisten finden sich in seinen Lexika detaillierte Informationen. Das Archiv der Gesellschaft der Musikfreunde in Wien, an die Gerber seine reichhaltige Bibliothek verkaufte, beherbergt zahlreiche seiner Schriften.
Gerber zählte darüber hinaus zu den Mitarbeitern des Impresarios Heinrich Philipp Bossler in dessen Musikverlag. Er fertigte für die Musikalische Korrespondenz ein Verzeichnis mit den Arbeiten Joseph Haydns an.

## Werke
Lexika:
- Historisch-biographisches Lexikon der Tonkünstler in zwei Bänden (1790 und 1792)
- Neues historisch-biographisches Lexikon der Tonkünstler in vier Bänden (1812, 1812, 1813 und 1814)

Digitalisate beider Lexika siehe Wikisource
Faksimiles beider Lexika sind im Verlag Akademische Druck- und Verlagsanstalt von Othmar Wessely herausgegeben worden (Graz 1966/1977, ISBN 3-201-00712-9).
Kompositionen (Auswahl):
- Liebster Jesu wir sind hier (Choralvorspiel für Orgel)